# Victor Nelsson
Victor Nelsson (Hornbæk, 1998. október 14. –) dán válogatott labdarúgó, az olasz AS Roma hátvédje kölcsönben a török Galatasaray csapatától.

## Pályafutása

### Klubcsapatokban
Nelsson a dániai Hornbæk városában született. Az ifjúsági pályafutását a helyi Hornbæk csapatában kezdte, majd a Nordsjælland akadémiájánál folytatta.
2016-ban mutatkozott be a Nordsjælland első osztályban szereplő felnőtt keretében. 2019-ben a Københavnhoz igazolt. 2021. augusztus 11-én ötéves szerződést kötött a török első osztályban érdekelt Galatasaray együttesével. Először a 2021. augusztus 23-ai, Hatayspor ellen 2–1-re megnyert mérkőzésen lépett pályára. Első gólját 2022. február 21-én, a Göztepe ellen idegenben 3–2-es győzelemmel zárult találkozón szerezte meg.
2025. február 3-án vételi opcióval kölcsönbe került az olasz AS Roma csapatához.

### A válogatottban
Nelsson az U18-as, az U19-es és az U21-es korosztályú válogatottakban is képviselte Dániát.
2020-ban debütált a felnőtt válogatottban. Először a 2020. november 11-ei, Svédország ellen 2–0-ra megnyert mérkőzésen lépett pályára.

## Statisztikák
2025. február 9. szerint
| Klub           | Szezon   | Osztály          | Bajnokság | Bajnokság | Kupa  | Kupa | Nemzetközi | Nemzetközi | Egyéb | Egyéb | Összesen | Összesen |
| Klub           | Szezon   | Osztály          | Meccs     | Gól       | Meccs | Gól  | Meccs      | Gól        | Meccs | Gól   | Meccs    | Gól      |
| -------------- | -------- | ---------------- | --------- | --------- | ----- | ---- | ---------- | ---------- | ----- | ----- | -------- | -------- |
| Nordsjælland   | 2016–17  | Danish Superliga | 23        | 0         | 1     | 0    | —          | —          | —     | —     | 24       | 0        |
| Nordsjælland   | 2017–18  | Danish Superliga | 33        | 1         | 1     | 0    | —          | —          | —     | —     | 34       | 1        |
| Nordsjælland   | 2018–19  | Danish Superliga | 34        | 0         | 1     | 0    | 5          | 0          | —     | —     | 40       | 0        |
| København      | 2019–20  | Danish Superliga | 34        | 0         | 2     | 0    | 16         | 0          | 1     | 0     | 52       | 0        |
| København      | 2020–21  | Danish Superliga | 27        | 1         | 0     | 0    | 3          | 0          | —     | —     | 30       | 1        |
| København      | 2021–22  | Danish Superliga | 2         | 0         | 0     | 0    | 2          | 0          | —     | —     | 4        | 0        |
| Galatasaray    | 2021–22  | Süper Lig        | 36        | 1         | 1     | 0    | 8          | 0          | —     | —     | 45       | 1        |
| Galatasaray    | 2022–23  | Süper Lig        | 33        | 0         | 2     | 1    | —          | —          | —     | —     | 35       | 1        |
| Galatasaray    | 2023–24  | Süper Lig        | 32        | 2         | 3     | 0    | 10         | 0          | 1     | 0     | 46       | 2        |
| Galatasaray    | 2024–25  | Süper Lig        | 11        | 0         | 0     | 0    | 6          | 0          | 1     | 0     | 18       | 0        |
| Roma (kölcsön) | 2024–25  | Serie A          | 1         | 0         | 1     | 0    | 0          | 0          | —     | —     | 2        | 0        |
| Összesen       | Összesen | Összesen         | 266       | 5         | 12    | 1    | 50         | 0          | 2     | 0     | 330      | 6        |

### A válogatottban
| Válogatott | Év       | Pályára lépés | Gól |
| ---------- | -------- | ------------- | --- |
| Dánia      | 2020     | 1             | 0   |
| Dánia      | 2021     | 1             | 0   |
| Dánia      | 2022     | 6             | 0   |
| Dánia      | 2023     | 2             | 0   |
| Dánia      | 2024     | 6             | 0   |
| Összesen   | Összesen | 14            | 0   |

## Sikerei, díjai
Galatasaray
- Süper Lig
  - Bajnok (2): 2022–23, 2023–24

- Török Szuperkupa
  - Győztes (1): 2023
  - Döntős (1): 2024